# Breviceps adspersus
Espèce
Synonymes
- Breviceps pentheri Werner, 1899
- Breviceps mossambicus var. occidentalis Werner, 1903
- Breviceps parvus Hewitt, 1925
- Breviceps pretoriensis FitzSimons, 1930
- Breviceps parvus caffer Hewitt, 1932

Statut de conservation UICN

 LC  : Préoccupation mineure
Breviceps adspersus est une espèce d'amphibiens de la famille des Brevicipitidae.

## Répartition
Cette espèce se rencontre jusqu'à 1 400 m d'altitude en Afrique du Sud, au Swaziland, dans le Sud du Mozambique, au Zimbabwe, dans l'ouest de la Zambie, au Botswana, dans le nord de la Namibie et en Angola.
Sa présence au Lesotho est incertaine.

## Description
Breviceps adspersus est d'une coloration variant du brun clair au brun foncé avec des motifs jaune clair ou orangés de chaque côté du corps. Elle présente parfois des taches sombres et une ligne médiane.

## Publication originale
- Peters, 1882 : Naturwissenschaftliche Reise nach Mossambique auf Befehl seiner Majestät des Königs Friedrich Wilhelm IV. in den Jahren 1842 bis 1848 ausgeführt von Wilhelm C. Peters. Zoologie III. Amphibien, Berlin (Reimer), p. 1-191 (texte intégral).